# Château de Jovelle
Le château de Jovelle est un château français en ruines implanté sur la commune de La Tour-Blanche-Cercles dans le département de la Dordogne, en région Nouvelle-Aquitaine.
Il fait l'objet d'une protection au titre des monuments historiques.

## Présentation

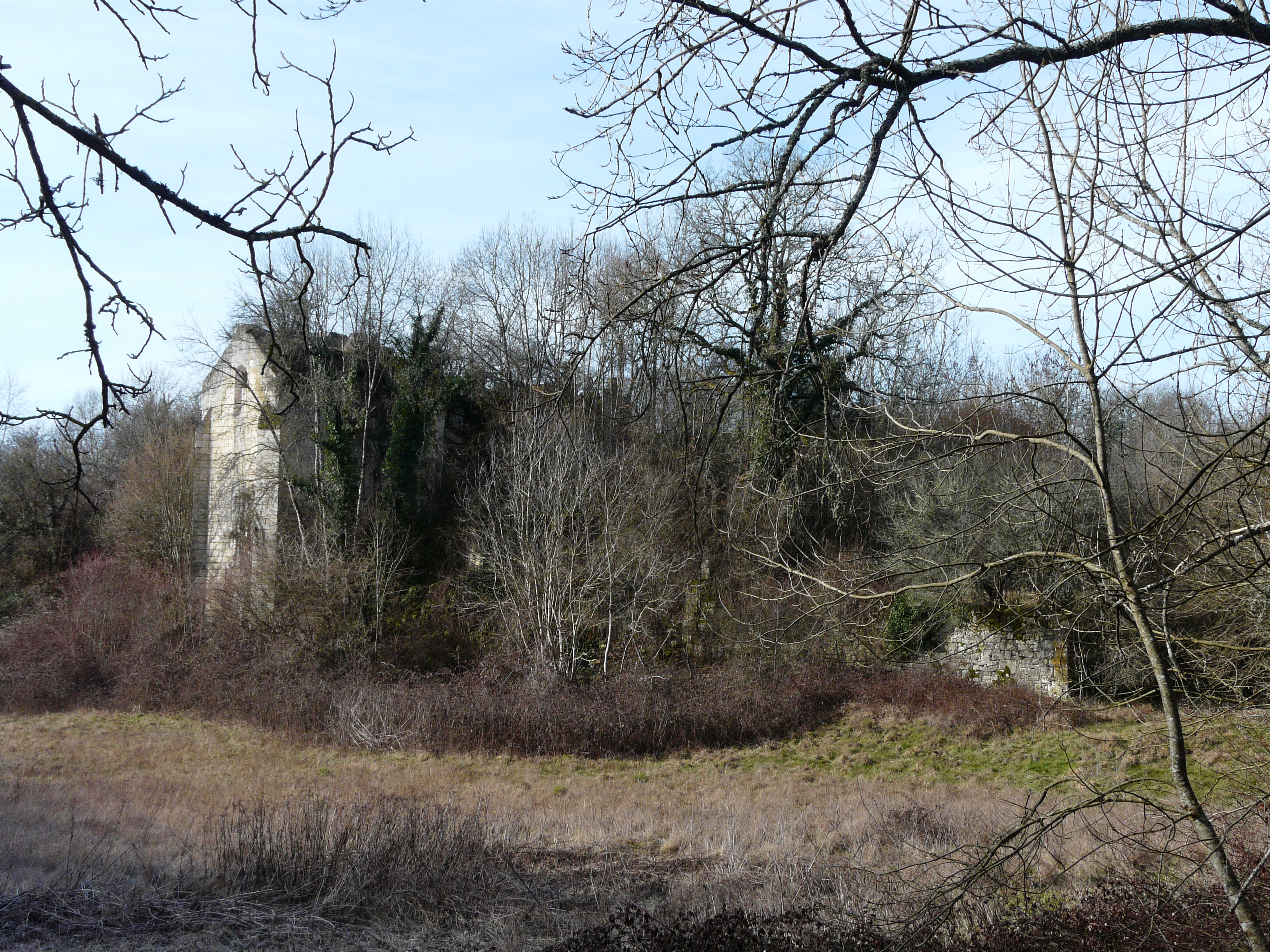
Les ruines vues du nord-est.

Le château de Jovelle se situe au nord-ouest du département de la Dordogne, sur le territoire de La Tour-Blanche, ancienne commune intégrée à La Tour-Blanche-Cercles, au nord de la route départementale 84, entre Verteillac et La Tour-Blanche.
C'est une propriété privée.
En partie masquées par la végétation qui a envahi les lieux, les ruines du  château sont inscrites au titre des monuments historiques le 24 juin 1948.

## Historique
Le château de Jovelle est un château  fort dont la construction remonte au XIIIe ou XIVe siècle.
Au XIVe siècle, lors de la guerre de Cent Ans, il aurait servi de logement au Prince noir. Au siècle suivant, il abrite durant plusieurs mois le quartier général du roi de France, Charles VII.
Le logis a été remanié au XVIIe siècle.
À la Révolution, une partie importante des remparts est détruite.

## Architecture
Au XIVe siècle, précédé par un châtelet d'entrée, le château était un ensemble fortifié ceint de remparts, qui comprenait un logis, une chapelle, un donjon et des tours.
Au XXe siècle, hormis ceux qui entourent la cour, principalement côté sud, les remparts ont disparu. À l'est, partie la moins délabrée, la chapelle romane présente une chambre de défense. Son chevet est percé d'une archère et d'une baie gothique géminée. Dans la cour subsiste un puits du XVIIe siècle.

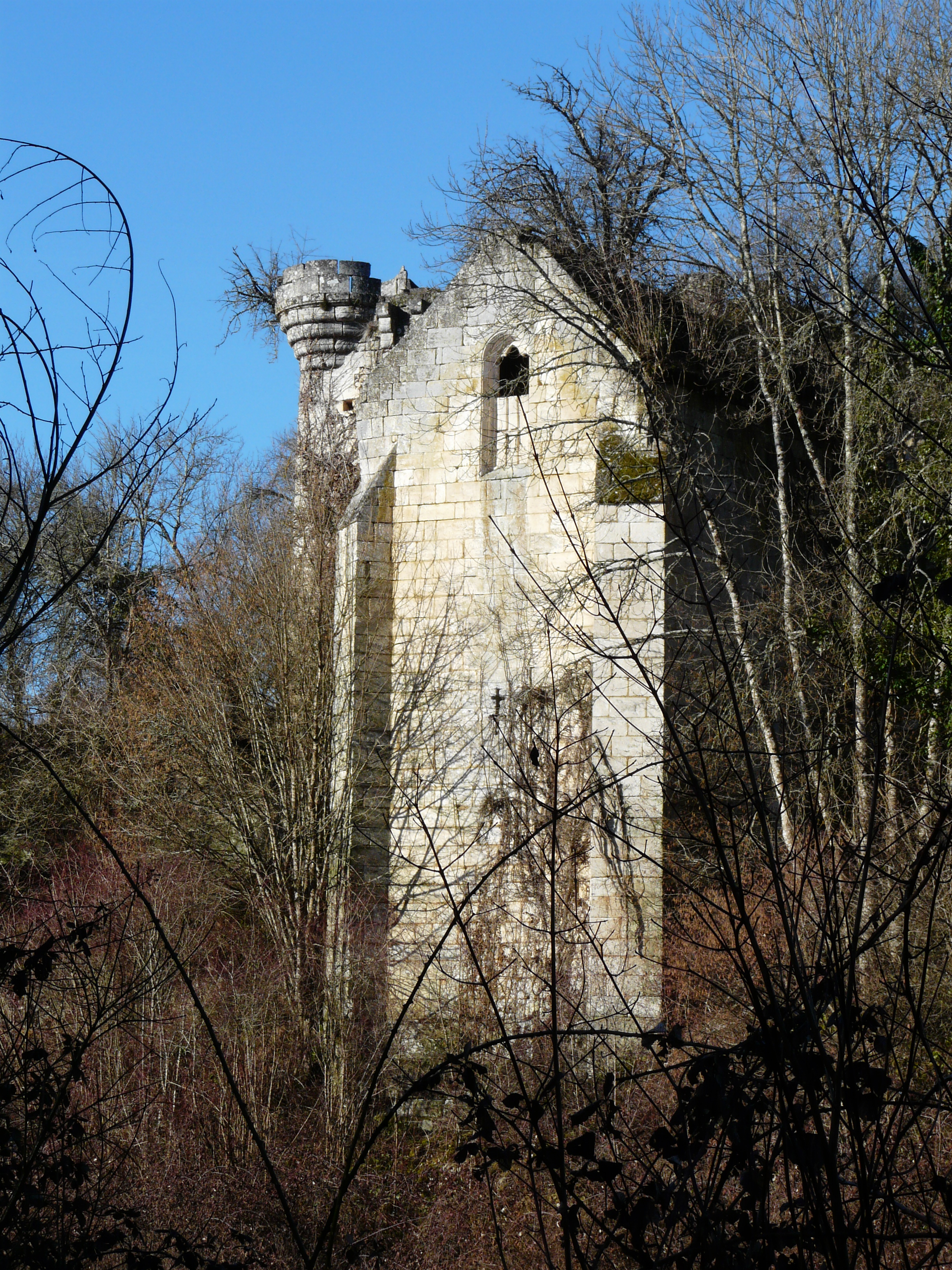
Le chevet de la chapelle.
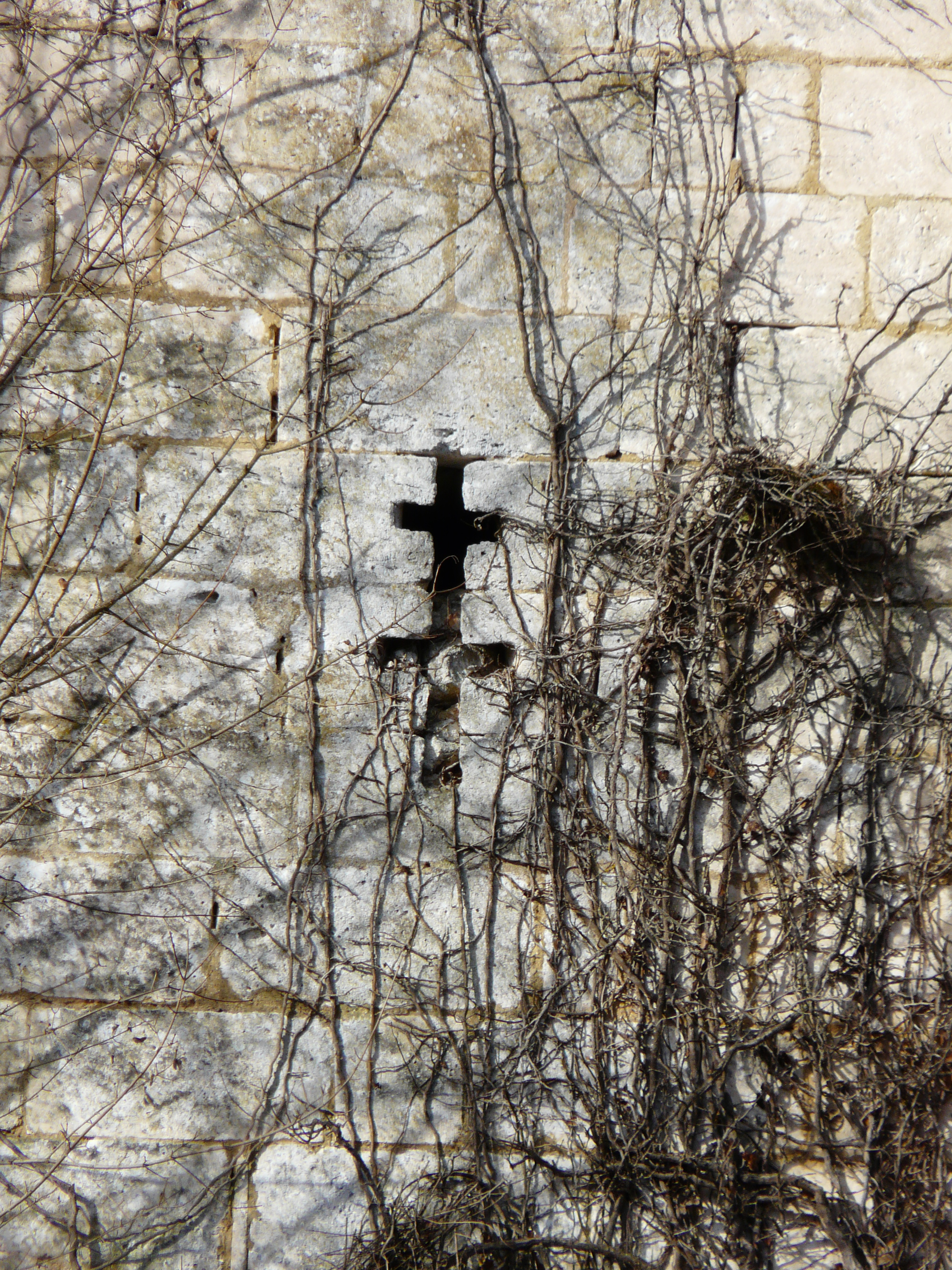
Archère au chevet de la chapelle.
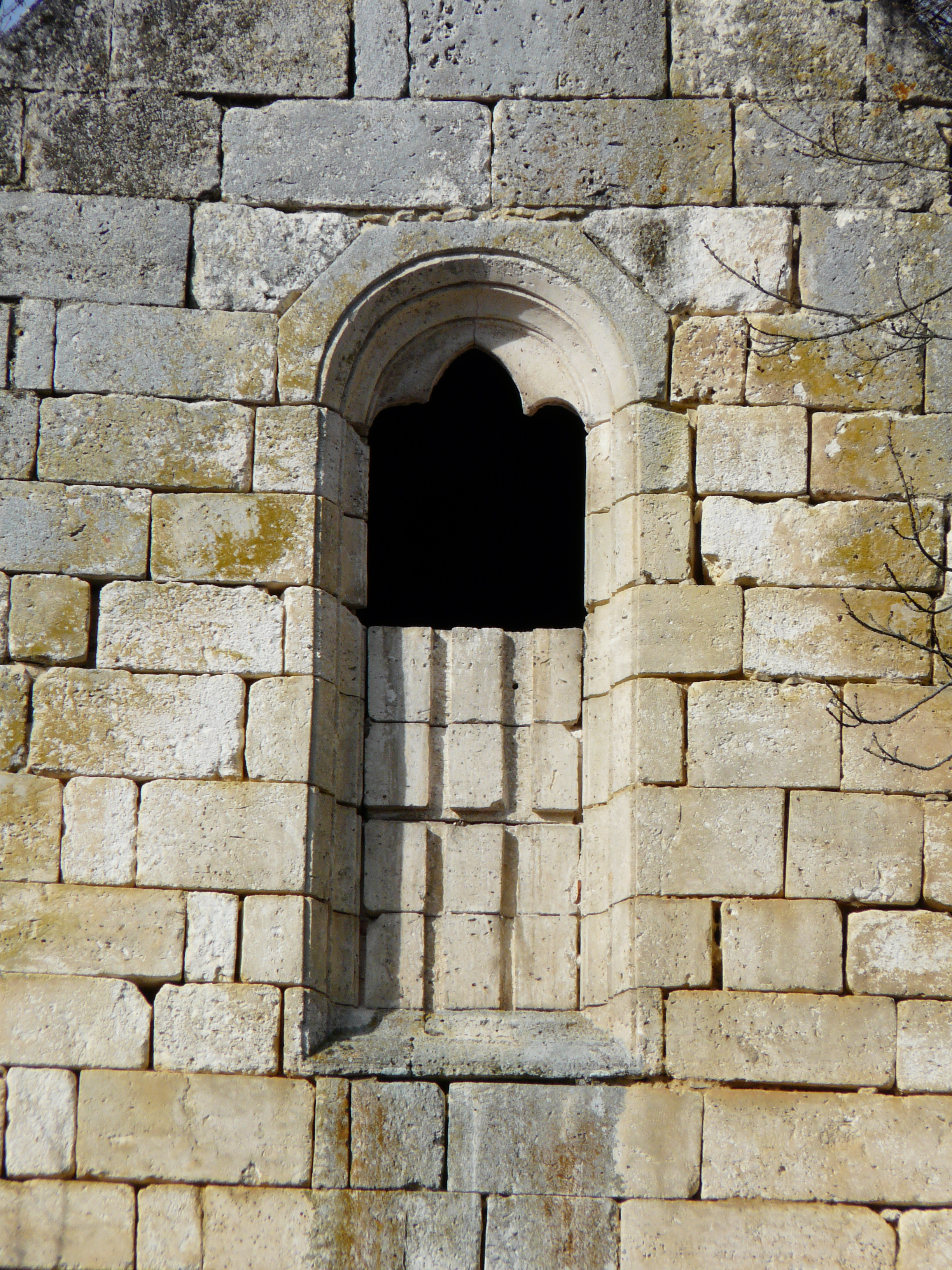
Baie gothique au chevet de la chapelle.